# Karlo Radoničić
Dragutin Karlo Filipov Radoničić  (Trst, 15. studenoga 1879. – Zagreb, 12. studenoga 1935.) je bio hrvatski liječnik, admiral Bokeljske mornarice, rektor Zagrebačkog sveučilišta
i osnivač Zagrebačke klinike Rebro.

## Životopis
Rođen je u Trstu 15. studenoga 1879. u obitelji roditelja iz uglednih pomorskih obitelji iz Dobrote u Boki kotorskoj. Otac Filip bio je kapetan u austrijskom Lloydu, a mati Karolina rođena Ivanović. Pučku školu na talijanskom jeziku završio je u Trstu. Nakon očeva odlaska u mirovinu, s obitelji se preselio u rodno mjesto svojih roditelja Dobrotu. Otac mu je bio načelnik u Kotoru od 1897. do 1905. godine. U istom gradu Radoničić je završio gimnaziju. Maturirao je s odličnim uspjehom. Izabrao je studij medicine u Beču. Studirao je od jeseni 1899. godine, a promoviran je 24. srpnja 1905. godine "vrlo mladi rodoljubivi Hrvat, promoviran na čast doktora sveukupnog liečništva, na korist, ponos i diku čestite svoje obitelji, našeg mjesta i cjelokupnoga hrvatskoga naroda". Nakon promocije volontirao je na Trećoj medicinskoj klinici u Beču, a nakon odsluženja vojnog roka radio je u bečkoj javnoj općoj bolnici njem. "Allegemeines Krankenhaus". Radio je na Trećem internom odjelu. Od jeseni 1907. do srpnja 1911. godine bio je klinički asistent prof. Norbertu Ortneru na Internoj klinici sveučilišta u Innsbrucku. 
U časopisima "Wiener klinische Wochenschrift" i "Medizinische Klinik" objavio je prve znanstvene radove. Suautorom je prvog kliničkog rada kojim se preporučivala primjena termopenetracije u terapijske svrhe. Time je osnovana nova fizikalna metoda liječenja dijatermija.
Za Prvog svjetskog rata bio je mobiliziran. Boravio je u Beču gdje je vodio radiološki odsjek klinike prof. Eiselberga, bio je primarni liječnik odjela Druge klinike za tuberkulozu te primarnim liječnikom ratne bolnice br. 2 u Beču.
Prigodom osvaranja hrvatskog medicinskog fakulteta u Zagrebu, Radoničić je pristupio iz Beča Pripomoćnoj blagajni Zbora liječnika kao utemeljitelj. Dne 22. svibnja 1919. imenovan je i potvrđen za prvoga javnog redovnoga profesora interne medicine na Medicinskom fakultetu u Zagrebu. Potkraj godine preselio se u Zagreb. Rektor Zagrebačkog sveučilišta bio je 1920. – 1921.
Među najzaslužnijima je osobama što se u prva dva desetljeća svog rada afirmirao zagrebački Medicinski fakultet. Bio je prvi predstojnik Klinike za unutarnje bolesti. Utemeljio je prvu katedru za internu medicinu u Hrvatskoj. Bio je dekan zagrebačkog Medicinskog fakulteta u više navrata (1926./1927., 1930./1931. i opet 1931./1932.). Godine 1927. izabran je za potpredsjednika odbora Liječničke komore za Hrvatsku, Slavoniju i Međimurje u Zagrebu za razdoblje 1927. – 1929. Zalagao se za gradnju Liječničkog doma. Dne 30. svibnja 1930. izabran je za člana dopisnika JAZU u radnom sastavu. Dne 13. siječnja 1935. na skupštini Društva Bokeljske mornarice izabran je za admirala plemenitog tijela Bokeljske mornarice.
Umro je 12. studenog 1935. od moždanog udara kao posljedice arterioskleroze. Pokopan je u obiteljskoj grobnici u Dobroti.